# 芳野三絶
芳野三絶（よしのさんぜつ）は、吉野山の桜と南朝への感傷を詠った漢詩のうち、代表的な3首の七言絶句をいう総称。芳野は吉野の雅称。

## 全文
梁川星巌の「芳野懐古」
| 「 | 今来古往事茫茫 今来 古往 事 茫茫 石馬無声抔土荒 石馬 声無く 抔土荒る 春入桜花満山白 春は桜花に入って 満山白し 南朝天子御魂香 南朝の天子 御魂香し | 」 |

藤井竹外の「芳野懐古」
| 「 | 古陵松柏吼天飈 古陵の松柏 天飈に吼ゆ 山寺尋春春寂寥 山寺 春を尋ぬれば 春 寂寥 眉雪老僧時輟帚 眉雪の老僧 時に帚くことを輟め 落花深処説南朝 落花 深き処 南朝を説く | 」 |

河野鉄兜の「芳野」
| 「 | 山禽叫断夜寥寥 山禽 叫断 夜 寥寥 無限春風恨未銷 無限の春風 恨み未だ銷せず 露臥延元陵下月 露臥す 延元陵下の月 満身花影夢南朝 満身の花影 南朝を夢む | 」 |

頼杏坪の「遊芳野（芳野に遊ぶ）」を入れることもある。
| 「 | 万人買酔攪芳叢 万人 酔を買って 芳叢を攪す 感慨誰能与我同 感慨 誰か能く 我と同じき 恨殺残紅飛向北 恨殺す 残紅の 飛んで北に向うを 延元陵上落花風 延元陵上 落花の風 | 」 |